# Општина Вад (Клуж)
Вад (рум. Vad) општина је у Румунији у округу Клуж.
Oпштина се налази на надморској висини од 322 m.